# Dimethylaminophosphordichlorid
Dimethylaminophosphordichlorid ist eine organische Verbindung. Es ist ein Derivat des Phosphortrichlorids, bei dem ein Chloratom durch eine Dimethylaminogruppe ersetzt wurde.

## Herstellung
Dimethylaminophosphordichlorid kann durch Reaktion von Phosphortrichlorid mit Dimethylamin gewonnen werden.

## Eigenschaften
Dimethylaminophosphordichlorid ist ein streng riechende Flüssigkeit, die bei Normaldruck unter Stickstoff bei 150 °C siedet, mit Wasser und Aminen sowie langsam mit Luftsauerstoff reagiert.

## Reaktionen
Durch Fluorierung mit Antimon(III)-fluorid oder Natriumfluorid kann Dimethylaminophosphordichlorid in Dimethylaminophosphordifluorid umgewandelt werden. Dieses kann wiederum weiter zu Phosphorbromiddifluorid, Phosphorchloriddifluorid und Phosphordifluoridiodid umgesetzt werden. Mit Methylmagnesiumbromid kann Dimethylaminophosphordichlorid in Dibutylether unter geeigneten Bedingungen zu Dimethylaminodimethylphosphin umgesetzt werden. In Abhängigkeit der konkreten Reaktionsbedingungen kann auch Trimethylphosphin gebildet werden. Gleichzeitig kann auch Chlordimethylphosphin gebildet werden. Wird das Reaktionsgemisch nach der Umsetzung mit Dimethylamin versetzt, steigt daher die Ausbeute an Dimethylaminodimethylphosphin deutlich, da vorliegendes Chlordimethylphosphin dazu umgewandelt wird.
Dimethylaminophosphordichlorid  reagiert mit 1,2-Cyclohexandiimin unter Bildung eines Phosphor-Stickstoff-Heterocyclus. Mit 1,1-Dichlor-1-nitrosobutan reagiert Dimethylaminophosphordichlorid zunächst zu einer fünfwertigen Phosphorverbindung und Butyronitriloxid. Wird letzteres mit Triphenylphosphin abgefangen reagiert es zu Triphenylphosphinoxid und Butyronitril. Die fünfwertige Phosphorverbindung kann mit Schwefeldioxid zu Dimethylaminophosphoryldichlorid umgesetzt werden, wobei als Nebenprodukt Thionylchlorid anfällt.